# المليونيرة النشالة (فلم)
المليونيرة النشالة فيلم كوميدي مصري من إنتاج سنة 1978م من إخراج وسيناريو وحوار سيف الدين شوكت وتأليف السيد بدير، بطولة نورا ومصطفى فهمي ويونس شلبي ومريم فخر الدين وحسن حسني وصلاح نظمي.

## القصة
تدور قصة الفيلم حول فقدان الأم ابنتها (ميرفت) في العدوان الثلاثي على مدينة بورسعيد، وتمر السنين وهي تبحث عنها، وعند وفاتها بعد عشرين سنة توصي برصد مكافأة مالية لمن يجد إبنتها وينشر بذلك إعلان في الجرائد. يقرأ مسعد (حسن حسني) الإعلان ويبدأ بالبحث عنها في مدينة بورسعيد، وعندما فشل في ذلك يجد بالصدفة إحدى الفتيات الغجريات (نورا)، وأخيها محبوب (يونس شلبي)، واللذان كانا يعملان بالنشل. وعندما لاحظ الشبه بينها وبين صورة البنت الضائعة، اتفق معها على أن تقوم بتمثيل دور هذه البنت أمام أسرة الأم حتى يستطيعون الحصول على الميراث. تنجح ميرفت في خداع الأسرة وتدخل إلى الفيلا لتعيش مع خالتها (مريم فخر الدين) وإبنها (مصطفى فهمي)، فتقع في حب ابن خالتها. تتوالى الأحداث ويكتشف حسن، أحد الأقارب، هذه الخدعة فيبدأ في ابتزازها حتى لا يكشف سر خداعها لهم، وعندما يؤنبها ضميرها تهرب من المنزل فيسرق حسن المجوهرات من المنزل ويتهمها بذلك، فتحاول مع أخيها ومسعد إثبات براءتها، وينجحون في الأخير بإثبات سرقة حسن للمجوهرات مع عصابته. يتم القبض على العصابة ثم تكتشف الأسرة أن هند هي نفسها ميرفت الحقيقية.

## وصلات خارجية
- مقالات تستعمل روابط فنية بلا صلة مع ويكي بيانات